# Todd Woodbridge
Todd Andrew Woodbridge (Sydney, 1971. április 2. –) ausztrál hivatásos teniszező, olimpiai bajnok. 1988-ban lett profi játékos. Leginkább párosban, előbb Mark Woodforde-dal, majd Jonas Björkmannal az oldalán ért el sikereket. Nyolcvanhárom versenyt nyert meg ebben a számban, ebből tizenhatot Grand Slam-tornákon, aminek köszönhetően az open era egyik legsikeresebb páros játékosának vallhatja magát. Kilencszer diadalmaskodott Wimbledonban, háromszor az Australian Openen, illetve a US Openen, s egyszer a Roland Garroson. Vegyes párosban további hat címet szerzett, hármat a US Openen, egyet-egyet az Australian Openen, a Roland Garroson és Wimbledonban. Mindemellett Woodforde-dal megnyerte az 1996-os atlantai olimpiát, amiért 1997 januárjában mindkettejüket ausztrál érdemrenddel tüntették ki. A páros világranglistán 1992 júliusában vette át először a vezető helyet, összesen 205 héten át vezette a tabellát.
Egyéniben két tornán szerezte meg a végső győzelmet, legelőkelőbb ranglistahelyezése a tizenkilencedik volt, amelyet 1997 júliusában ért el. Legjobb Grand Slam-teljesítményét az 1997-es wimbledoni tornán nyújtotta, ahol több kiemeltet (Michael Chang, Patrick Rafter) elbúcsúztatott, s végül a későbbi győztes, világelső Pete Sampras állította meg az elődöntőben.
2010-ben beválasztották az International Tennis Hall of Fame (Teniszhírességek Csarnoka) tagjai közé.

## Magánélete
1995. április 8-án Melbourne-ben házasodott meg, felesége Natasha. Egy lányuk és egy fiuk született, 2000. december 12-én Zara Rose, 2002. augusztus 6-án Beau Andrew.

## Grand Slam-döntői

### Páros

#### Győzelmei (16)
|     | Év   | Bajnokság       | Borítás | Partner        | Ellenfelek a döntőben           | Eredmény a döntőben      |
| --- | ---- | --------------- | ------- | -------------- | ------------------------------- | ------------------------ |
| 1.  | 1992 | Australian Open | Kemény  | Mark Woodforde | Kelly Jones Rick Leach          | 6–4, 6–3, 6–4            |
| 2.  | 1993 | Wimbledon       | Fű      | Mark Woodforde | Grant Connell Patrick Galbraith | 7–5, 6–3, 7–6(4)         |
| 3.  | 1994 | Wimbledon       | Fű      | Mark Woodforde | Grant Connell Patrick Galbraith | 7–6(3), 6–3, 6–1         |
| 4.  | 1995 | Wimbledon       | Fű      | Mark Woodforde | Rick Leach Scott Melville       | 7–5, 7–6(8), 7–6(5)      |
| 5.  | 1995 | US Open         | Kemény  | Mark Woodforde | Alex O’Brien Sandon Stolle      | 6–3, 6–3                 |
| 6.  | 1996 | Wimbledon       | Fű      | Mark Woodforde | Byron Black Grant Connell       | 4–6, 6–1, 6–3, 6–2       |
| 7.  | 1996 | US Open         | Kemény  | Mark Woodforde | Jacco Eltingh Paul Haarhuis     | 4–6, 7–6(5), 7–6(2)      |
| 8.  | 1997 | Australian Open | Kemény  | Mark Woodforde | Sébastien Lareau Alex O’Brien   | 4–6, 7–5, 7–5, 6–3       |
| 9.  | 1997 | Wimbledon       | Fű      | Mark Woodforde | Jacco Eltingh Paul Haarhuis     | 7–6(4), 7–6(7), 5–7, 6–3 |
| 10. | 2000 | Roland Garros   | Salak   | Mark Woodforde | Paul Haarhuis Sandon Stolle     | 7–6(7), 6–4              |
| 11. | 2000 | Wimbledon       | Fű      | Mark Woodforde | Paul Haarhuis Sandon Stolle     | 6–3, 6–4, 6–1            |
| 12. | 2001 | Australian Open | Kemény  | Jonas Björkman | Byron Black David Prinosil      | 6–1, 5–7, 6–4, 6–4       |
| 13. | 2002 | Wimbledon       | Fű      | Jonas Björkman | Mark Knowles Daniel Nestor      | 6–1, 6–2, 6–7(7), 7–5    |
| 14. | 2003 | Wimbledon       | Fű      | Jonas Björkman | Mahes Bhúpati Makszim Mirni     | 3–6, 6–3, 7–6(4), 6–3    |
| 15. | 2003 | US Open         | Kemény  | Jonas Björkman | Bob Bryan Mike Bryan            | 5–7, 6–0, 7–5            |
| 16. | 2004 | Wimbledon       | Fű      | Jonas Björkman | Julian Knowle Nenad Zimonjić    | 6–1, 6–4, 4–6, 6–4       |

#### Elveszített döntői (4)
|    | Év   | Bajnokság       | Borítás | Partner        | Ellenfelek a döntőben              | Eredmény a döntőben         |
| -- | ---- | --------------- | ------- | -------------- | ---------------------------------- | --------------------------- |
| 1. | 1994 | US Open         | Kemény  | Mark Woodforde | Jacco Eltingh Paul Haarhuis        | 3–6, 6–7(1)                 |
| 2. | 1997 | Roland Garros   | Salak   | Mark Woodforde | Jevgenyij Kafelnyikov Daniel Vacek | 6–7(12), 6–4, 3–6           |
| 3. | 1998 | Australian Open | Kemény  | Mark Woodforde | Jonas Björkman Jacco Eltingh       | 2–6, 7–5, 6–2, 4–6, 3–6     |
| 4. | 1998 | Wimbledon       | Fű      | Mark Woodforde | Jacco Eltingh Paul Haarhuis        | 6–2, 4–6, 6–7(3), 7–5, 8–10 |

### Vegyes páros

#### Győzelmei (6)
|    | Év   | Bajnokság       | Borítás | Partner                 | Ellenfelek a döntőben              | Eredmény a döntőben |
| -- | ---- | --------------- | ------- | ----------------------- | ---------------------------------- | ------------------- |
| 1. | 1990 | US Open         | Kemény  | Elizabeth Smylie        | Jim Pugh Natallja Zverava          | 6–4, 6–2            |
| 2. | 1992 | Roland Garros   | Salak   | Arantxa Sánchez Vicario | Bryan Shelton Lori McNeil          | 6–2, 6–3            |
| 3. | 1993 | Australian Open | Kemény  | Arantxa Sánchez Vicario | Rick Leach Zina Garrison           | 7–5, 6–4            |
| 4. | 1993 | US Open         | Kemény  | Helena Suková           | Mark Woodforde Martina Navratilova | 6–3, 7–6(6)         |
| 5. | 1994 | Wimbledon       | Fű      | Helena Suková           | Thomas Middleton Lori McNeil       | 3–6, 7–5, 6–3       |
| 6. | 2001 | US Open         | Kemény  | Rennae Stubbs           | Lijendar Pedzs Lisa Raymond        | 6–4, 5–7, 7–6(9)    |

#### Elveszített döntői (8)
|    | Év   | Bajnokság       | Borítás | Partner                 | Ellenfelek a döntőben              | Eredmény a döntőben |
| -- | ---- | --------------- | ------- | ----------------------- | ---------------------------------- | ------------------- |
| 1. | 1992 | Australian Open | Kemény  | Arantxa Sánchez Vicario | Mark Woodforde Nicole Provis       | 3–6, 6–4, 9–11      |
| 2. | 1994 | Australian Open | Kemény  | Helena Suková           | Andrej Olhovszkij Larisa Neiland   | 5–7, 7–6(7), 2–6    |
| 3. | 1994 | US Open         | Kemény  | Jana Novotná            | Patrick Galbraith Elna Reinach     | 2–6, 4–6            |
| 4. | 2000 | Australian Open | Kemény  | Arantxa Sánchez Vicario | Jared Palmer Rennae Stubbs         | 5–7, 6–7(3)         |
| 5. | 2000 | Roland Garros   | Salak   | Rennae Stubbs           | David Adams Mariaan de Swardt      | 3–6, 6–3, 3–6       |
| 6. | 2003 | Australian Open | Kemény  | Eléni Danjilídu         | Lijendar Pedzs Martina Navratilova | 4–6, 5–7            |
| 7. | 2004 | Wimbledon       | Fű      | Alicia Molik            | Wayne Black Cara Black             | 6–3, 6–7(8), 4–6    |
| 8. | 2004 | US Open         | Kemény  | Alicia Molik            | Bob Bryan Vera Zvonarjova          | 3–6, 4–6            |

## ATP-döntői

### Egyéni

#### Győzelmei (2)
| Összesítés                                            | Összesítés |
| ----------------------------------------------------- | ---------- |
| Grand Slam-torna                                      | (0)        |
| ATP World Tour Masters 1000 / ATP Masters Series      | (0)        |
| ATP World Tour 500 Series / International Series Gold | (0)        |
| ATP World Tour 250 Series / International Series      | (2)        |
| ATP World Tour Finals / Tennis Masters Cup            | (0)        |

|    | Dátum           | Torna                                              | Borítás | Ellenfél a döntőben | Eredmény a döntőben |
| 1. | 1995. május 22. | International Tennis Championships, Coral Springs  | Salak   | Greg Rusedski       | 6–4, 6–2            |
| 2. | 1997. január 6. | Australian Men’s Hardcourt Championships, Adelaide | Kemény  | Scott Draper        | 6–2, 6–1            |

#### Elveszített döntői (7)
|    | Dátum               | Torna                                      | Borítás    | Ellenfél a döntőben | Eredmény a döntőben |
| 1. | 1990. augusztus 20. | Volvo International, New Haven             | Kemény     | Derrick Rostagno    | 3–6, 3–6            |
| 2. | 1992. április 27.   | Seoul Open, Szöul                          | Kemény     | Macuoka Súzó        | 3–6, 6–4, 5–7       |
| 3. | 1993. április 26.   | Seoul Open, Szöul                          | Kemény     | Chuck Adams         | 4–6, 4–6            |
| 4. | 1994. július 11.    | Hall of Fame Tennis Championships, Newport | Fű         | David Wheaton       | 4–6, 6–3, 6–7(5)    |
| 5. | 1995. június 26.    | Nottingham Open, Nottingham                | Fű         | Javier Frana        | 6–7(4), 3–6         |
| 6. | 1996. augusztus 26. | Canadian Open, Toronto                     | Kemény     | Wayne Ferreira      | 2–6, 4–6            |
| 7. | 1997. február. 24.  | Kroger St. Jude International, Memphis     | Kemény (f) | Michael Chang       | 3–6, 4–6            |

### Páros

#### Győzelmei (83)
| Összesítés                                            | Összesítés |
| ----------------------------------------------------- | ---------- |
| Grand Slam-torna                                      | (16)       |
| ATP World Tour Masters 1000 / ATP Masters Series      | (18)       |
| ATP World Tour 500 Series / International Series Gold | (12)       |
| ATP World Tour 250 Series / International Series      | (34)       |
| ATP World Tour Finals / Tennis Masters Cup            | (2)        |
| Olimpiai aranyérem                                    | (1)        |

|     | Dátum                | Torna                                                  | Borítás     | Partner           | Ellenfelek a döntőben               | Eredmény a döntőben        |
| 1.  | 1990. március 12.    | Casablanca Open, Casablanca                            | Salak       | Simon Youl        | Paul Haarhuis Mark Koevermans       | 6–3, 6–1                   |
| 2.  | 1990. október 1.     | Queensland Open, Brisbane                              | Kemény (f)  | Jason Stoltenberg | Brian Garrow Mark Woodforde         | 2–6, 6–4, 6–4              |
| 3.  | 1991. február 18.    | Donnay Indoor Championships, Brüsszel                  | Szőnyeg (f) | Mark Woodforde    | Libor Pimek Michiel Schapers        | 6–3, 6–0                   |
| 4.  | 1991. március 11.    | Copenhagen Open, Koppenhága                            | Szőnyeg (f) | Mark Woodforde    | Mansour Bahrami Andrej Olhovszkij   | 6–3, 6–1                   |
| 5.  | 1991. április 15.    | Suntory Japan Open Tennis, Tokió                       | Kemény      | Stefan Edberg     | John Fitzgerald Anders Järryd       | 6–4, 5–7, 6–4              |
| 6.  | 1991. június 17.     | Queen’s Club Championships, London                     | Fű          | Mark Woodforde    | Grant Connell Glenn Michibata       | 6–4, 7–6                   |
| 7.  | 1991. augusztus 26.  | OTB International Open, Schenectady                    | Kemény      | Javier Sánchez    | Andrés Gómez Emilio Sánchez         | 3–6, 7–6, 7–6              |
| 8.  | 1991. szeptember 30. | Queensland Open, Brisbane                              | Kemény (f)  | Mark Woodforde    | John Fitzgerald Glenn Michibata     | 7–6, 6–3                   |
| 9.  | 1992. január 27.     | Australian Open, Melbourne                             | Kemény      | Mark Woodforde    | Kelly Jones Rick Leach              | 6–4, 6–3, 6–4              |
| 10. | 1992. február 17.    | Federal Express International, Memphis                 | Kemény (f)  | Mark Woodforde    | Kevin Curren Gary Muller            | 7–5, 4–6, 7–6              |
| 11. | 1992. február 24.    | U.S. Pro Indoor, Philadelphia                          | Szőnyeg (f) | Mark Woodforde    | Jim Grabb Richey Reneberg           | 6–4, 7–6                   |
| 12. | 1992. április 6.     | Singapore Open, Szingapúr                              | Kemény      | Mark Woodforde    | Grant Connell Glenn Michibata       | 6–7, 6–2, 6–4              |
| 13. | 1992. augusztus 17.  | Thriftway ATP Championships, Cincinnati                | Kemény      | Mark Woodforde    | Patrick McEnroe Jonathan Stark      | 6–3, 1–6, 6–3              |
| 14. | 1992. október 19.    | Tokyo Indoor, Tokió                                    | Kemény (f)  | Mark Woodforde    | Jim Grabb Richey Reneberg           | 7–6, 6–4                   |
| 15. | 1992. november 2.    | Stockholm Open, Stockholm                              | Szőnyeg (f) | Mark Woodforde    | Steve DeVries David Macpherson      | 6–3, 6–4                   |
| 16. | 1992. november 29.   | Tennis Masters Cup, Johannesburg                       | Kemény      | Mark Woodforde    | John Fitzgerald Anders Järryd       | 6–2, 7–6(4), 5–7, 3–6, 6–3 |
| 17. | 1993. január 11.     | Australian Men’s Hardcourt Championships, Adelaide     | Kemény      | Mark Woodforde    | John Fitzgerald Laurie Warder       | 6–4, 7–5                   |
| 18. | 1993. február 15.    | Kroger St. Jude International, Memphis                 | Kemény (f)  | Mark Woodforde    | Jacco Eltingh Paul Haarhuis         | 7–5, 6–2                   |
| 19. | 1993. április 19.    | Hong Kong Open, Hongkong                               | Kemény      | David Wheaton     | Sandon Stolle Jason Stoltenberg     | 6–1, 6–3                   |
| 20. | 1993. június 14.     | Queen’s Club Championships, London                     | Fű          | Mark Woodforde    | Neil Broad Gary Muller              | 6–7, 6–3, 6–4              |
| 21. | 1993. július 5.      | Wimbledon, London                                      | Fű          | Mark Woodforde    | Grant Connell Patrick Galbraith     | 7–5, 6–3, 7–6(4)           |
| 22. | 1993. november 1.    | Stockholm Open, Stockholm                              | Szőnyeg (f) | Mark Woodforde    | Gary Muller Danie Visser            | 6–1, 3–6, 6–2              |
| 23. | 1994. február 7.     | Dubai Tennis Championships, Dubaj                      | Kemény      | Mark Woodforde    | Darren Cahill John Fitzgerald       | 6–7, 6–4, 6–2              |
| 24. | 1994. május 9.       | U.S. Men’s Clay Court Championships, Pinehurst         | Salak       | Mark Woodforde    | Jared Palmer Richey Reneberg        | 6–2, 3–6, 6–3              |
| 25. | 1994. július 4.      | Wimbledon, London                                      | Fű          | Mark Woodforde    | Grant Connell Patrick Galbraith     | 7–6(3), 6–3, 6–1           |
| 26. | 1994. augusztus 22.  | RCA Championships, Indianapolis                        | Kemény      | Mark Woodforde    | Jim Grabb Richey Reneberg           | 6–3, 6–4                   |
| 27. | 1994. október 31.    | Stockholm Open, Stockholm                              | Szőnyeg (f) | Mark Woodforde    | Jan Apell Jonas Björkman            | 6–3, 6–4                   |
| 28. | 1995. január 16.     | Peters International, Sydney                           | Kemény      | Mark Woodforde    | Trevor Kronemann David Macpherson   | 7–6, 6–4                   |
| 29. | 1995. március 27.    | Lipton Championships, Miami                            | Kemény      | Mark Woodforde    | Jim Grabb Patrick McEnroe           | 6–3, 7–6                   |
| 30. | 1995. május 15.      | U.S. Men’s Clay Court Championships, Pinehurst         | Salak       | Mark Woodforde    | Alex O’Brien Sandon Stolle          | 6–2, 6–4                   |
| 31. | 1995. május 22.      | International Tennis Championships, Coral Springs      | Salak       | Mark Woodforde    | Sergio Casal Emilio Sánchez         | 6–3, 6–1                   |
| 32. | 1995. július 10.     | Wimbledon, London                                      | Fű          | Mark Woodforde    | Rick Leach Scott Melville           | 7–5, 7–6(8), 7–6(5)        |
| 33. | 1995. augusztus 14.  | Thriftway ATP Championships, Cincinnati                | Kemény      | Mark Woodforde    | Mark Knowles Daniel Nestor          | 6–2, 3–0 feladták          |
| 34. | 1995. szeptember 11. | US Open, New York                                      | Kemény      | Mark Woodforde    | Alex O’Brien Sandon Stolle          | 6–3, 6–3                   |
| 35. | 1996. január 8.      | Australian Men’s Hardcourt Championships, Adelaide     | Kemény      | Mark Woodforde    | Jonas Björkman Tommy Ho             | 7–5, 7–6                   |
| 36. | 1996. március 4.     | Comcast U.S. Indoor, Philadelphia                      | Szőnyeg (f) | Mark Woodforde    | Byron Black Grant Connell           | 7–6, 6–2                   |
| 37. | 1996. március 18.    | Newsweek Champions Cup, Indian Wells                   | Kemény      | Mark Woodforde    | Brian MacPhie Michael Tebbutt       | 1–6, 6–2, 6–2              |
| 38. | 1996. április 1.     | Lipton Championships, Miami                            | Kemény      | Mark Woodforde    | Ellis Ferreira Patrick Galbraith    | 6–1, 6–3                   |
| 39. | 1996. április 22.    | Japan Open Tennis Championships, Tokió                 | Kemény      | Mark Woodforde    | Mark Knowles Rick Leach             | 6–2, 6–3                   |
| 40. | 1996. május 20.      | America’s Red Clay Court Championships, Coral Springs  | Salak       | Mark Woodforde    | Ivan Baron Brett Hansen-Dent        | 6–3, 6–3                   |
| 41. | 1996. június 17.     | Queen’s Club Championships, London                     | Fű          | Mark Woodforde    | Sébastien Lareau Alex O’Brien       | 6–3, 7–6                   |
| 42. | 1996. július 8.      | Wimbledon, London                                      | Fű          | Mark Woodforde    | Byron Black Grant Connell           | 4–6, 6–1, 6–3, 6–2         |
| 43. | 1996. július 29.     | Nyári Olimpiai Játékok, Atlanta                        | Kemény      | Mark Woodforde    | Neil Broad Tim Henman               | 6–4, 6–4, 6–2              |
| 44. | 1996. szeptember 9.  | US Open, New York                                      | Kemény      | Mark Woodforde    | Jacco Eltingh Paul Haarhuis         | 4–6, 7–6(5), 7–6(2)        |
| 45. | 1996. október 7.     | Singapore Open, Szingapúr                              | Szőnyeg (f) | Mark Woodforde    | Martin Damm Andrej Olhovszkij       | 7–6, 7–6                   |
| 46. | 1996. november 17.   | Tennis Masters Cup, Hartford                           | Szőnyeg (f) | Mark Woodforde    | Sébastien Lareau Alex O’Brien       | 6–4, 5–7, 6–2, 7–6(3)      |
| 47. | 1997. január 27.     | Australian Open, Melbourne                             | Kemény      | Mark Woodforde    | Sébastien Lareau Alex O’Brien       | 4–6, 7–5, 7–5, 6–3         |
| 48. | 1997. március 31.    | Lipton Championships, Miami                            | Kemény      | Mark Woodforde    | Mark Knowles Daniel Nestor          | 7–6, 7–6                   |
| 49. | 1997. július 7.      | Wimbledon, London                                      | Fű          | Mark Woodforde    | Jacco Eltingh Paul Haarhuis         | 7–6(4), 7–6(7), 5–7, 6–3   |
| 50. | 1997. augusztus 11.  | Great American Insurance ATP Championships, Cincinnati | Kemény      | Mark Woodforde    | Mark Philippoussis Patrick Rafter   | 7–6, 4–6, 6–4              |
| 51. | 1997. október 27.    | Eurocard Open, Stuttgart                               | Szőnyeg (f) | Mark Woodforde    | Rick Leach Jonathan Stark           | 6–3, 6–3                   |
| 52. | 1998. január 19.     | Sydney International, Sydney                           | Kemény      | Mark Woodforde    | Jacco Eltingh Daniel Nestor         | 6–3, 7–5                   |
| 53. | 1998. február 16.    | Sybase Open, San José                                  | Kemény (f)  | Mark Woodforde    | Nelson Aerts André Sá               | 6–1, 7–5                   |
| 54. | 1998. február 23.    | Kroger St. Jude International, Memphis                 | Kemény (f)  | Mark Woodforde    | Ellis Ferreira David Roditi         | 6–3, 6–4                   |
| 55. | 1998. május 4.       | BMW Open, München                                      | Salak       | Mark Woodforde    | Joshua Eagle Andrew Florent         | 6–0, 6–3                   |
| 56. | 1998. október 19.    | Singapore Open, Szingapúr                              | Szőnyeg (f) | Mark Woodforde    | Mahes Bhúpati Lijendar Pedzs        | 6–2, 6–3                   |
| 57. | 1999. február 15.    | Sybase Open, San José                                  | Kemény (f)  | Mark Woodforde    | Alekszandar Kitinov Nenad Zimonjić  | 7–5, 6–7(3), 6–4           |
| 58. | 1999. február 22.    | Kroger St. Jude International, Memphis                 | Kemény (f)  | Mark Woodforde    | Sébastien Lareau Alex O’Brien       | 6–3, 6–4                   |
| 59. | 1999. április 26.    | ERA Real Estate Clay Court Championships, Orlando      | Salak       | Jim Courier       | Bob Bryan Mike Bryan                | 7–6(4), 6–4                |
| 60. | 2000. január 10.     | AAPT Championships, Adelaide                           | Kemény      | Mark Woodforde    | Lleyton Hewitt Sandon Stolle        | 6–4, 6–2                   |
| 61. | 2000. január 17.     | Adidas International, Sydney                           | Kemény      | Mark Woodforde    | Lleyton Hewitt Sandon Stolle        | 7–5, 6–4                   |
| 62. | 2000. április 3.     | Ericsson Open, Miami                                   | Kemény      | Mark Woodforde    | Martin Damm Dominik Hrbatý          | 6–3, 6–4                   |
| 63. | 2000. május 22.      | Hamburg Masters, Hamburg                               | Salak       | Mark Woodforde    | Wayne Arthurs Sandon Stolle         | 6–7(4), 6–4, 6–3           |
| 64. | 2000. június 12.     | Roland Garros, Párizs                                  | Salak       | Mark Woodforde    | Paul Haarhuis Sandon Stolle         | 7–6(7), 6–4                |
| 65. | 2000. június 19.     | Queen’s Club Championships, London                     | Fű          | Mark Woodforde    | Jonathan Stark Eric Taino           | 6–7(5), 6–3, 7–6(1)        |
| 66. | 2000. július 10.     | Wimbledon, London                                      | Fű          | Mark Woodforde    | Paul Haarhuis Sandon Stolle         | 6–3, 6–4, 6–1              |
| 67. | 2000. augusztus 14.  | Cincinnati Masters, Cincinnati                         | Kemény      | Mark Woodforde    | Ellis Ferreira Rick Leach           | 7–6(6), 6–4                |
| 68. | 2001. január 29.     | Australian Open, Melbourne                             | Kemény      | Jonas Björkman    | Byron Black David Prinosil          | 6–1, 5–7, 6–4, 6–4         |
| 69. | 2001. április 23.    | Monte Carlo, Monaco                                    | Salak       | Jonas Björkman    | Joshua Eagle Andrew Florent         | 3–6, 6–4, 6–2              |
| 70. | 2001. május 21.      | Hamburg Masters, Hamburg                               | Salak       | Jonas Björkman    | Daniel Nestor Sandon Stolle         | 7–6(2), 3–6, 6–3           |
| 71. | 2002. január 14.     | Heineken Open, Auckland                                | Kemény      | Jonas Björkman    | Martín García Cyril Suk             | 7–6(5), 7–6(7)             |
| 72. | 2002. április 22.    | Monte Carlo, Monaco                                    | Salak       | Jonas Björkman    | Paul Haarhuis Jevgenyij Kafelnyikov | 6–3, 3–6, [10–7]           |
| 73. | 2002. július 8.      | Wimbledon, London                                      | Fű          | Jonas Björkman    | Mark Knowles Daniel Nestor          | 6–1, 6–2, 6–7(7), 7–5      |
| 74. | 2002. július 15.     | Swedish Open, Båstad                                   | Salak       | Jonas Björkman    | Paul Hanley Michael Hill            | 7–6(6), 6–4                |
| 75. | 2003. június 16.     | Gerry Weber Open, Halle                                | Fű          | Jonas Björkman    | Martin Damm Cyril Suk               | 6–3, 6–4                   |
| 76. | 2003. július 7.      | Wimbledon, London                                      | Fű          | Jonas Björkman    | Mahes Bhúpati Makszim Mirni         | 3–6, 6–3, 7–6(4), 6–3      |
| 77. | 2003. szeptember 8.  | US Open, New York                                      | Kemény      | Jonas Björkman    | Bob Bryan Mike Bryan                | 5–7, 6–0, 7–5              |
| 78. | 2003. október 27.    | Stockholm Open, Stockholm                              | Kemény (f)  | Jonas Björkman    | Wayne Arthurs Paul Hanley           | 6–3, 6–4                   |
| 79. | 2004. január 19.     | Adidas International, Sydney                           | Kemény      | Jonas Björkman    | Bob Bryan Mike Bryan                | 7–6(3), 7–5                |
| 80. | 2004. június 21.     | Nottingham Open, Nottingham                            | Fű          | Paul Hanley       | Rick Leach Brian MacPhie            | 6–4, 6–3                   |
| 81. | 2004. július 5.      | Wimbledon, London                                      | Fű          | Jonas Björkman    | Julian Knowle Nenad Zimonjić        | 6–1, 6–4, 4–6, 6–4         |
| 82. | 2004. november 8.    | BNP Paribas Masters, Párizs                            | Szőnyeg (f) | Jonas Björkman    | Wayne Black Kevin Ullyett           | 6–3, 6–4                   |
| 83. | 2005. január 17.     | Medibank International, Sydney                         | Kemény      | Mahes Bhúpati     | Arnaud Clément Michaël Llodra       | 6–3, 6–3                   |

#### Elveszített döntői (31)
| Összesítés                                            | Összesítés |
| ----------------------------------------------------- | ---------- |
| Grand Slam-torna                                      | (4)        |
| ATP World Tour Masters 1000 / ATP Masters Series      | (8)        |
| ATP World Tour 500 Series / International Series Gold | (2)        |
| ATP World Tour 250 Series / International Series      | (14)       |
| ATP World Tour Finals / Tennis Masters Cup            | (2)        |
| Olimpiai ezüstérem                                    | (1)        |

|     | Dátum                | Torna                                              | Borítás     | Partner           | Ellenfelek a döntőben                | Eredmény a döntőben           |
| 1.  | 1988. április 18.    | Madrid Tennis Grand Prix, Madrid                   | Salak       | Jason Stoltenberg | Sergio Casal Emilio Sánchez          | 7–6, 6–7, 3–6                 |
| 2.  | 1990. április 23.    | Seoul Open, Szöul                                  | Kemény      | Jason Stoltenberg | Grant Connell Glenn Michibata        | 6–7, 4–6                      |
| 3.  | 1990. május 7.       | Singapore Open, Szingapúr                          | Kemény      | Brad Drewett      | Mark Kratzmann Jason Stoltenberg     | 1–6, 0–6                      |
| 4.  | 1993. november 28.   | Tennis Masters Cup, Johannesburg                   | Kemény (f)  | Mark Woodforde    | Jacco Eltingh Paul Haarhuis          | 6–7(4), 6–7(5), 4–6           |
| 5.  | 1994. június 13.     | Queen’s Club Championships, London                 | Fű          | Mark Woodforde    | Jan Apell Jonas Björkman             | 6–3, 6–7, 4–6                 |
| 6.  | 1994. szeptember 12. | US Open, New York                                  | Kemény      | Mark Woodforde    | Jacco Eltingh Paul Haarhuis          | 3–6, 6–7                      |
| 7.  | 1994. november 28.   | Tennis Masters Cup, Jakarta                        | Kemény (f)  | Mark Woodforde    | Jan Apell Jonas Björkman             | 4–6, 6–4, 6–4, 6–7(5), 6–7(6) |
| 8.  | 1995. október 23.    | CA-TennisTrophy, Bécs                              | Szőnyeg (f) | Mark Woodforde    | Ellis Ferreira Jan Siemerink         | 4–6, 5–7                      |
| 9.  | 1996. február. 26.   | Kroger St. Jude International, Memphis             | Kemény (f)  | Mark Woodforde    | Mark Knowles Daniel Nestor           | 4–6, 5–7                      |
| 10. | 1997. január 6.      | Australian Men’s Hardcourt Championships, Adelaide | Kemény      | Mark Woodforde    | Patrick Rafter Bryan Shelton         | 4–6, 6–1, 3–6                 |
| 11. | 1997. június 9.      | Roland Garros, Párizs                              | Salak       | Mark Woodforde    | Jevgenyij Kafelnyikov Daniel Vacek   | 6–7(12), 6–4, 3–6             |
| 12. | 1998. február 2.     | Australian Open, Melbourne                         | Kemény      | Mark Woodforde    | Jonas Björkman Jacco Eltingh         | 2–6, 7–5, 6–2, 4–6, 3–6       |
| 13. | 1998. április 27.    | Monte Carlo, Monaco                                | Salak       | Mark Woodforde    | Jacco Eltingh Paul Haarhuis          | 4–6, 2–6                      |
| 14. | 1998. július 6.      | Wimbledon, London                                  | Fű          | Mark Woodforde    | Jacco Eltingh Paul Haarhuis          | 6–2, 4–6, 6–7(3), 7–5, 8–10   |
| 15. | 1998. október 12.    | Sanghaj                                            | Szőnyeg (f) | Mark Woodforde    | Mahes Bhúpati Lijendar Pedzs         | 4–6, 7–6, 6–7                 |
| 16. | 1999. május 3.       | AT&T Challenge, Atlanta                            | Salak       | Mark Woodforde    | Patrick Galbraith Justin Gimelstob   | 7–5, 6–7, 3–6                 |
| 17. | 1999. június 14.     | Queen’s Club Championships, London                 | Fű          | Mark Woodforde    | Sébastien Lareau Alex O’Brien        | 3–6, 6–7(3)                   |
| 18. | 1999. augusztus 16.  | Cincinnati Masters, Cincinnati                     | Kemény      | Mark Woodforde    | Byron Black Jonas Björkman           | 3–6, 6–7(6)                   |
| 19. | 1999. október 11.    | Sanghaj                                            | Kemény      | Mark Woodforde    | Sébastien Lareau Daniel Nestor       | 5–7, 3–6                      |
| 20. | 1999. október 18.    | Singapore Open, Szingapúr                          | Szőnyeg (f) | Mark Woodforde    | Makszim Mirni Eric Taino             | 3–6, 4–6                      |
| 21. | 2000. október 2.     | Nyári Olimpiai Játékok, Sydney                     | Kemény      | Mark Woodforde    | Sébastien Lareau Daniel Nestor       | 7–5, 3–6, 4–6, 6–7(2)         |
| 22. | 2001. január 8.      | AAPT Championships, Adelaide                       | Kemény      | Wayne Arthurs     | David Macpherson Grant Stafford      | 7–6(5), 4–6, 4–6              |
| 23. | 2001. január 15.     | Adidas International, Sydney                       | Kemény      | Jonas Björkman    | Daniel Nestor Sandon Stolle          | 6–2, 6–7(4), 6–7(5)           |
| 24. | 2001. március 19.    | Indian Wells Masters, Indian Wells                 | Kemény      | Jonas Björkman    | Wayne Ferreira Jevgenyij Kafelnyikov | 2–6, 5–7                      |
| 25. | 2001. április 2.     | Ericsson Open, Miami                               | Kemény      | Jonas Björkman    | Jiří Novák David Rikl                | 5–7, 6–7(3)                   |
| 26. | 2001. október 29.    | If Stockholm Open, Stockholm                       | Kemény (f)  | Jonas Björkman    | Donald Johnson Jared Palmer          | 3–6, 6–4, 3–6                 |
| 27. | 2002. május 20.      | Hamburg Masters, Hamburg                           | Salak       | Jonas Björkman    | Mahes Bhúpati Jan-Michael Gambill    | 2–6, 4–6                      |
| 28. | 2002. június 17.     | Gerry Weber Open, Halle                            | Fű          | Jonas Björkman    | David Prinosil David Rikl            | 6–4, 6–7(5), 5–7              |
| 29. | 2003. augusztus 11.  | Canada Masters and the Rogers AT&T Cup, Montréal   | Kemény      | Jonas Björkman    | Mahes Bhúpati Makszim Mirni          | 3–6, 6–7(4)                   |
| 30. | 2004. április 5.     | NASDAQ-100 Open, Miami                             | Kemény      | Jonas Björkman    | Wayne Black Kevin Ullyett            | 2–6, 6–7(12)                  |
| 31. | 2004. augusztus 9.   | Cincinnati Masters, Cincinnati                     | Kemény      | Jonas Björkman    | Mark Knowles Daniel Nestor           | 2–6, 6–3, 3–6                 |

## Eredményei Grand Slam-tornákon

### Egyéniben
| Grand Slam | Australian Open | Australian Open    | Roland Garros | Roland Garros     | Wimbledon | Wimbledon         | US Open  | US Open          |
| Év         | Eredmény        | Utolsó ellenfél    | Eredmény      | Utolsó ellenfél   | Eredmény  | Utolsó ellenfél   | Eredmény | Utolsó ellenfél  |
| 1988       | 2. kör          | Jason Stoltenberg  | 1. kör        | Jeremy Bates      | 1. kör    | Pat Cash          | –        | –                |
| 1989       | 2. kör          | Johan Kriek        | –             | –                 | 2. kör    | Stefan Edberg     | –        | –                |
| 1990       | 3. kör          | Pete Sampras       | 2. kör        | Andre Agassi      | 1. kör    | Jason Stoltenberg | 1. kör   | Jonas Svensson   |
| 1991       | 4. kör          | Guy Forget         | 2. kör        | Boris Becker      | 3. kör    | Jan Gunnarsson    | 3. kör   | Ivan Lendl       |
| 1992       | 1. kör          | Alekszandr Volkov  | 3. kör        | Andrij Medvegyev  | 2. kör    | Pete Sampras      | 2. kör   | Mark Woodforde   |
| 1993       | 3. kör          | Kenneth Carlsen    | 2. kör        | Jordi Arrese      | 2. kör    | Michael Chang     | 2. kör   | Richard Fromberg |
| 1994       | 2. kör          | Henrik Holm        | –             | –                 | –         | –                 | 3. kör   | Karel Nováček    |
| 1995       | 1. kör          | Wally Masur        | 2. kör        | Andre Agassi      | 3. kör    | Dick Norman       | 3. kör   | Michael Chang    |
| 1996       | 3. kör          | Jim Courier        | 3. kör        | Richard Krajicek  | 2. kör    | Magnus Gustafsson | 1. kör   | Pablo Campana    |
| 1997       | 3. kör          | MaliVai Washington | 2. kör        | Hicham Arazi      | Elődöntő  | Pete Sampras      | 2. kör   | Hernan Gumy      |
| 1998       | 4. kör          | Nicolas Escudé     | 3. kör        | Fernando Meligeni | 3. kör    | Todd Martin       | 1. kör   | Michael Kohlmann |
| 1999       | 1. kör          | Marc Rosset        | 1. kör        | Álex López Morón  | 2. kör    | Richard Krajicek  | –        | –                |
| 2000       | 2. kör          | Mariano Zabaleta   | –             | –                 | 2. kör    | Patrick Rafter    | –        | –                |
| 2001       | 1. kör          | Mariano Zabaleta   | –             | –                 | 2. kör    | Raemon Sluiter    | –        | –                |

### Párosban
| Grand Slam | Australian Open              | Australian Open                | Roland Garros                 | Roland Garros                       | Wimbledon                     | Wimbledon                       | US Open                    | US Open                        |
| Év         | Eredmény Partner             | Utolsó ellenfél                | Eredmény Partner              | Utolsó ellenfél                     | Eredmény Partner              | Utolsó ellenfél                 | Eredmény Partner           | Utolsó ellenfél                |
| 1988       | 1. kör Jason Stoltenberg     | Carl Limberger Mark Woodforde  | 3. kör Jason Stoltenberg      | John Fitzgerald Anders Järryd       | 1. kör Jason Stoltenberg      | Grant Connell Glenn Michibata   | 1. kör Jason Stoltenberg   | Wally Masur Mark Woodforde     |
| 1989       | 1. kör Jason Stoltenberg     | Stefan Edberg Jim Grabb        | –                             | –                                   | 1. kör Magnus Gustafsson      | Todd Nelson Paul Wekesa         | –                          | –                              |
| 1990       | 3. kör Simon Youl            | Pat Cash Stefan Edberg         | Negyeddöntő Jason Stoltenberg | Goran Ivanišević Petr Korda         | Negyeddöntő Jason Stoltenberg | Rick Leach Jim Pugh             | 2. kör Jason Stoltenberg   | Sergi Bruguera Tomás Carbonell |
| 1991       | Elődöntő Mark Woodforde      | Patrick McEnroe David Wheaton  | 3. kör Mark Woodforde         | Grant Connell Glenn Michibata       | Negyeddöntő Mark Woodforde    | Wayne Ferreira Piet Norval      | Elődöntő Mark Woodforde    | John Fitzgerald Anders Järryd  |
| 1992       | Győzelem Mark Woodforde      | Kelly Jones Rick Leach         | 3. kör Mark Woodforde         | Mark Kratzmann Wally Masur          | Elődöntő Mark Woodforde       | Jim Grabb Richey Reneberg       | Elődöntő Mark Woodforde    | Kelly Jones Rick Leach         |
| 1993       | 1. kör Mark Woodforde        | Gary Muller Javier Sánchez     | Elődöntő Mark Woodforde       | Marc-Kevin Goellner David Prinosil  | Győzelem Mark Woodforde       | Grant Connell Patrick Galbraith | 3. kör Mark Woodforde      | David Adams Andrej Olhovszkij  |
| 1994       | Negyeddöntő Mark Woodforde   | Jan Apell Jonas Björkman       | Negyeddöntő Mark Woodforde    | Jan Apell Jonas Björkman            | Győzelem Mark Woodforde       | Grant Connell Patrick Galbraith | Döntő Mark Woodforde       | Jacco Eltingh Paul Haarhuis    |
| 1995       | 3. kör Mark Woodforde        | Mark Knowles Daniel Nestor     | 1. kör Mark Woodforde         | Cristian Brandi Libor Pimek         | Győzelem Mark Woodforde       | Rick Leach Scott Melville       | Győzelem Mark Woodforde    | Alex O’Brien Sandon Stolle     |
| 1996       | 1. kör Mark Woodforde        | Joshua Eagle Andrew Florent    | Elődöntő Mark Woodforde       | Guy Forget Jakob Hlasek             | Győzelem Mark Woodforde       | Byron Black Grant Connell       | Győzelem Mark Woodforde    | Jacco Eltingh Paul Haarhuis    |
| 1997       | Győzelem Mark Woodforde      | Sébastien Lareau Alex O’Brien  | Döntő Mark Woodforde          | Jevgenyij Kafelnyikov Daniel Vacek  | Győzelem Mark Woodforde       | Jacco Eltingh Paul Haarhuis     | 1. kör Mark Woodforde      | Tom Kempers Menno Oosting      |
| 1998       | Döntő Mark Woodforde         | Jonas Björkman Jacco Eltingh   | 3. kör Mark Woodforde         | Mark Knowles Daniel Nestor          | Döntő Mark Woodforde          | Jacco Eltingh Paul Haarhuis     | 3. kör Mark Woodforde      | Sandon Stolle Cyril Suk        |
| 1999       | Elődöntő Mark Woodforde      | Jonas Björkman Patrick Rafter  | 1. kör Mark Woodforde         | Nebojša Đorđević Köves Gábor        | Negyeddöntő Mark Woodforde    | Paul Haarhuis Jared Palmer      | Negyeddöntő Mark Woodforde | Sébastien Lareau Alex O’Brien  |
| 2000       | Elődöntő Mark Woodforde      | Ellis Ferreira Rick Leach      | Győzelem Mark Woodforde       | Paul Haarhuis Sandon Stolle         | Győzelem Mark Woodforde       | Paul Haarhuis Sandon Stolle     | 2. kör Mark Woodforde      | Lleyton Hewitt Makszim Mirni   |
| 2001       | Győzelem Jonas Björkman      | Byron Black David Prinosil     | Negyeddöntő Jonas Björkman    | Michael Hill Jeff Tarango           | 3. kör Jonas Björkman         | Bob Bryan Mike Bryan            | 3. kör Jonas Björkman      | Paul Haarhuis Sjeng Schalken   |
| 2002       | 2. kör Jonas Björkman        | Tomáš Cibulec Daniel Vacek     | Negyeddöntő Jonas Björkman    | Paul Haarhuis Jevgenyij Kafelnyikov | Győzelem Jonas Björkman       | Mark Knowles Daniel Nestor      | Elődöntő Jonas Björkman    | Jiří Novák Radek Štěpánek      |
| 2003       | Negyeddöntő Nicolás Lapentti | Michaël Llodra Fabrice Santoro | 2. kör Jonas Björkman         | Lucas Arnold Ker Mariano Hood       | Győzelem Jonas Björkman       | Mahes Bhúpati Makszim Mirni     | Győzelem Jonas Björkman    | Bob Bryan Mike Bryan           |
| 2004       | Elődöntő Jonas Björkman      | Bob Bryan Mike Bryan           | 3. kör Jonas Björkman         | Xavier Malisse Olivier Rochus       | Győzelem Jonas Björkman       | Julian Knowle Nenad Zimonjić    | 3. kör Jonas Björkman      | Lijendar Pedzs David Rikl      |
| 2005       | Negyeddöntő Mahes Bhúpati    | Wayne Black Kevin Ullyett      | 1. kör Mahes Bhúpati          | Kevin Kim Lee Hyung-taik            | 2. kör Mahes Bhúpati          | Stephen Huss Wesley Moodie      | –                          | –                              |